# イヴ・エンスラー
イヴ・エンスラー（Eve Ensler、1953年5月25日 - ）は、アメリカ合衆国の劇作家である。

## 経歴
1953年5月25日、ニューヨーク州ニューヨーク市に生まれる。スカーズデール近郊で育った。ミドルベリー大学で学んだ。
1978年にリチャード・マクダーモットと結婚し、1989年に離婚した。
1996年、戯曲『ヴァギナ・モノローグス』を執筆した。日本では『ヴァギナ・モノローグ』の題名で同作品の書籍版が2002年に刊行されている。
2015年の映画『マッドマックス 怒りのデス・ロード』にはコンサルタントとして参加し、出演者たちに女性に対する暴力に関する助言を行うなどの役割を担った。撮影現場であるナミビアで女優達に性奴隷であることへの演技指導のワークショップを開催した。

## 著書
- ヴァギナ・モノローグ（2002年、白水社、岸本佐知子訳） ISBN 9784560047576

## 受賞
- 2011年 - 第65回トニー賞 - イザベル・スティーヴンソン賞（英語版）[10][11]